# Terry Goodkind
Terry Lee Goodkind (Omaha, Nebraska; 1 de mayo de 1948-17 de septiembre de 2020) fue un escritor estadounidense.
Conocido por ser el autor de la serie de fantasía épica, La espada de la verdad, de que se han vendido alrededor de veinticinco millones de ejemplares en todo el mundo y ha sido traducida a veinte idiomas.

## Obrasː Saga La espada de la verdad
1. El libro de las sombras contadas
2. Las cajas del destino
3. La piedra de las lágrimas
4. La amenaza del custodio
5. La sangre de la virtud
6. El caminante de los sueños
7. La profecía de la luna roja
8. El templo de los vientos
9. El espíritu del fuego
10. El Gemelo de la Montaña
11. La señora de la muerte
12. La fe de los caídos
13. La estirpe de Rahl el Oscuro
14. Los pilares de la creación
15. El ladrón de almas
16. El imperio de los vencidos
17. La desaparición de Kahlan
18. Cadena de fuego
19. La bruja del viejo mundo
20. La biblioteca secreta
21. El año de la purificación
22. La Confesora
23. La máquina de los presagios
24. El Tercer Reino

## Televisión
Los derechos de adaptación de la saga La espada de la verdad fueron adquiridos por ABC Studios en 2008 para ser llevada a la pequeña pantalla. Se estrenó a finales de ese mismo año con el título de Legend of the Seeker –traducción: La Leyenda del Buscador– dirigida por Sam Raimi, en calidad de productor. El éxito obtenido propició la realización de una segunda temporada. La serie se canceló en 2010.

## Fallecimiento
Falleció el 17 de septiembre de 2020. Las causas del fallecimiento no fueron reveladas.